# 로베르토 히메네스 가고
로베르토 히메네스 가고(스페인어: Roberto Jiménez Gago roˈβerto xiˈmeneθ ˈɣaɣo[*], 1986년 2월 10일, 마드리드 지방 마드리드 ~)는 줄여서 로베르토(Roberto)로 알려진 스페인의 전 프로 축구 선수로, 현역 시절 골키퍼로 활약하였다.

## 클럽 경력

### 아틀레티코 마드리드
아틀레티코 마드리드 유소년팀의 졸업생으로, 마드리드 태생의 로베르토는 주로 B팀에서 활약하였고, 1군에 징계나 부상 선수가 있을 경우에 간간히 차출되는데 그쳤다. 팀이 부상병동이 되자, 그는 1-2로 패한 오사수나 원정 경기에서 1군 데뷔전을 치렀다.
2008년 7월, 로베르토는 전력외로 평가되었고, 같이 라 리가에 소속되어 있는 클럽 레크레아티보로 플로랑 시나마 퐁골의 영입 조항에 따라 매각되었다. 그러나, 아틀레티코는 로베르토의 재영입과 관련된 조항도 붙였다. 2008-09 시즌, 팀이 강등된 해에 그는 코파 델 레이 경기에 몇 차례 출장하는데 그쳤다.
2009년 7월 13일, 로베르토는 아틀레티코가 안달루시아 연고 클럽에 €1,250,000을 지불함에 따라 3년 계약 체결로 친정팀에 복귀하게 되었다. 이는 레오 프랑코와 그레고리 쿠페가 매트리스 제작자들 (Colchoneros) 을 떠남에 따라 성사되었다.
주전 선수 세르히오 아셍호가 2009년 FIFA U-20 월드컵 선수단으로 차출됨에 따라, 로베르토는 선발 11인이 되어 9월 19일, 2-5로 패한 바르셀로나전에서 첫 경기를 치렀다. 그는 얼마 지나지 않아 부상당하였고, 이후 아셍호와 자신의 백업인 써드 키퍼 다비드 데 헤아에게 자리를 내주었다. 그에 따라, 2010년 1월말, 그는 강등권에 고전하는 사라고사로 시즌 말까지 임대되었다. 그는 후안 파블로 카리소를 벤치에 앉히고, 아라곤 연고 클럽이 강등권에서 탈출하도록 도왔다.

### 벤피카
2010년 6월 25일, 벤피카가 €8.5M의 가격에 로베르토를 영입을 확정 지은 것으로 발표되었다. 첫 경기인 포르투와의 시즌 수페르타사 칸디두 드 올리베이라 경기를 포함해 처음 세경기에서 그는 형편 없는 활약을 펼치며 3패 6실점을 기록하였고, 비토리아 드 세투발과의 프리메이라리가 3라운드 홈경기에서 벤치로 내려앉았으나, 줄리우 세자르가 페널티 박스에서의 반칙으로 20분만에 퇴장당하였고, 그는 줄리우 세자르를 대신해 나가 우구 레알의 페널티킥을 선방해내 3-0 승리에 일조하였다.
2010-11 시즌을 끝으로, 로베르토는 아르투르와 에두아르두의 영입으로 전력 밖으로 밀려났다.

### 사라고사 복귀
2011년 8월 1일, 사라고사는 구단의 모기업의 재정적 도움으로 로베르토를 €8.6M에 영입하게 되었고, 구단의 모기업은 선수의 지분 99%를 가져갔다. 그러나, 나중의 발표에 따르면, 축구 투자 기금이 이적 협상에 관여된 것으로 밝혀졌다.
2기 첫 시즌, 그는 38경기에 모두 출전하여 마지막 라운드에 강등을 피하게 만들었다. 그는 2012-13 시즌에도 주전으로 활약했으나, 구단은 4년만에 2부 리그로 강등되었다.

### 올림피아코스
2013년 7월 26일, 로베르토는 벤피카와의 협상으로 4년 계약을 체결해 아틀레티코 마드리드로 복귀하였고, 이후 즉시 그리스 클럽 올림피아코스로 임대되었다. 이적은 벤피카가 모회사이자 그의 이적에 재정적 도움을 주었던 BE 플랜이 조항의 디폴트에 따라 사라고사와 벤피카가 원할 시 선수의 소유나 재정적 권한을 서로 바꿀 수 있었는데, 후자의 클럽이 아틀레티코 마드리드에 €6M으로 매각하면서 포르투갈 시장 안전 위원회로부터 이의가 제기되었다.
2013년 11월 5일, 로베르토는 친정팀 벤피카와의 2013-14 시즌 UEFA 챔피언스리그에서 맨 오브 더 매치급 활약을 선보이며 피레아스 홈경기에서 1-0 승리를 도왔다. 이듬해 2월, 올림피아코스는 아틀레티코와의 협상을 통해 €6M에 완전 이적하였고, 올림피아코스와의 계약 기간은 4년이 되었다. 공식적인 발표가 나기 전, 이적과 관련된 소식이 파니오니오스와의 경기 도중 카라이스카키스 스타디움 안내 스피커를 통해 나왔다.

## 클럽 통계
2019년 12월 26일 기준
| 클럽                | 시즌    | 리그 | 리그 | 컵   | 컵 | 리그컵 | 리그컵 | 유럽 | 유럽 | 합계 | 합계 |
| 클럽                | 시즌    | 출장 | 골   | 출장 | 골 | 출장   | 골     | 출장 | 골   | 출장 | 골   |
| ------------------- | ------- | ---- | ---- | ---- | -- | ------ | ------ | ---- | ---- | ---- | ---- |
| 아틀레티코 마드리드 | 2004–05 | 0    | 0    | 0    | 0  | —      | —      | 0    | 0    | 0    | 0    |
| 아틀레티코 마드리드 | 2005–06 | 1    | 0    | 0    | 0  | —      | —      | 0    | 0    | 1    | 0    |
| 아틀레티코 마드리드 | 2006–07 | 0    | 0    | 0    | 0  | —      | —      | 0    | 0    | 0    | 0    |
| 짐나스틱 (임대)     | 2007–08 | 28   | 0    | 0    | 0  | —      | —      | 0    | 0    | 28   | 0    |
| 레크레아티보        | 2008–09 | 0    | 0    | 2    | 0  | —      | —      | 0    | 0    | 2    | 0    |
| 아틀레티코 마드리드 | 2009–10 | 3    | 0    | 0    | 0  | —      | —      | 1    | 0    | 4    | 0    |
| 사라고사 (임대)     | 2009–10 | 15   | 0    | 0    | 0  | —      | —      | 0    | 0    | 15   | 0    |
| 벤피카              | 2010–11 | 25   | 0    | 0    | 0  | 1      | 0      | 14   | 0    | 40   | 0    |
| 사라고사            | 2011–12 | 38   | 0    | 2    | 0  | —      | —      | 0    | 0    | 40   | 0    |
| 사라고사            | 2012–13 | 33   | 0    | 0    | 0  | —      | —      | 0    | 0    | 33   | 0    |
| 올림피아코스 (임대) | 2013–14 | 23   | 0    | 0    | 0  | —      | —      | 6    | 0    | 29   | 0    |
| 올림피아코스        | 2013–14 | 9    | 0    | 0    | 0  | —      | —      | 2    | 0    | 11   | 0    |
| 올림피아코스        | 2014–15 | 29   | 0    | 3    | 0  | —      | —      | 8    | 0    | 40   | 0    |
| 올림피아코스        | 2015–16 | 28   | 0    | 0    | 0  | —      | —      | 8    | 0    | 36   | 0    |
| 에스파뇰            | 2016–17 | 4    | 0    | 2    | 0  | 0      | 0      | 0    | 0    | 6    | 0    |
| 말라가 (임대)       | 2017–18 | 34   | 0    | 0    | 0  | 0      | 0      | 0    | 0    | 34   | 0    |
| 에스파뇰            | 2018–19 | 0    | 0    | 6    | 0  | 0      | 0      | 0    | 0    | 6    | 0    |
| 웨스트햄 유나이티드 | 2019–20 | 8    | 0    | 0    | 0  | 2      | 0      | —    | —    | 10   | 0    |
| 합계                | 합계    | 279  | 0    | 13   | 0  | 3      | 0      | 39   | 0    | 335  | 0    |

## 수상
아틀레티코 마드리드
- UEFA 유로파리그: 2009–10

벤피카
- 타사 다 리가: 2010–11

올림피아코스
- 수페르리가 엘라다: 2013–14